# Gaston Cailleux
Gaston Cailleux (1870-1946) fue un deportista francés que compitió en vela en la clase tonelaje. Participó en los Juegos Olímpicos de París 1900, obteniendo una medalla de bronce en la clase 0 – ½ Ton (regata 1).

## Palmarés internacional
| Juegos Olímpicos | Juegos Olímpicos | Juegos Olímpicos  | Juegos Olímpicos     |
| Año              | Lugar            | Medalla           | Clase                |
| ---------------- | ---------------- | ----------------- | -------------------- |
| 1900             | París (Francia)  | Medalla de bronce | 0 – ½ Ton (regata 1) |